# Kumelj
Kumelj je priimek več znanih Slovencev:
- Luka Kumelj (*1985), igralec badmintona
- Matjaž Kumelj (*1987), pevec in maneken
- Metod Kumelj (1900—1947), specialni pedagog, publicist in urednik, žrtev Nagodetovega procesa
- Tomaž Kumelj, dr. strojništva